# Spizaetus
Spizaetus este un gen de păsări accipitriforme din familia Accipitridae, cunoscute mai ales sub numele de șoimi-vulturi. Mai multe specii au o creastă proeminentă pe cap. Acestea sunt păsări răpitoare de talie medie sau mare, majoritatea având o lungime cuprinsă între 55 și 75 cm și tind să aibă coada lungă și subțire.
Vulturii Spizaetus sunt păsări de pădure, mai multe specii având o preferință pentru pădurile înalte. Aceștia construiesc cuiburi din bețe în copaci. Sexele au un penaj asemănător, cu părțile superioare maronii tipice păsărilor răpitoare și părțile inferioare palide, dar păsările tinere se deosebesc de cele adulte, adesea prin capul mai alb.
Acești vulturi mănâncă prăzi vertebrate de mărime medie, cum ar fi mamifere, păsări și reptile.

## Specii
Genul conține patru specii:
- Spizaetus tyrannus (Wied, 1820)
- Spizaetus melanoleucus (Vieillot, 1816)
- Spizaetus ornatus (Daudin, 1800)
- Spizaetus sidori (Des Murs, 1845)